# الطويلة (الملاجم)

تعديل مصدري - تعديل

الطويلة هي إحدى قرى عزلة ذى خير بمديرية الملاجم التابعة لمحافظة البيضاء، بلغ تعداد سكانها 310 نسمة حسب تعداد اليمن لعام 2004.